# Schwarzes Stundenbuch Karls des Kühnen

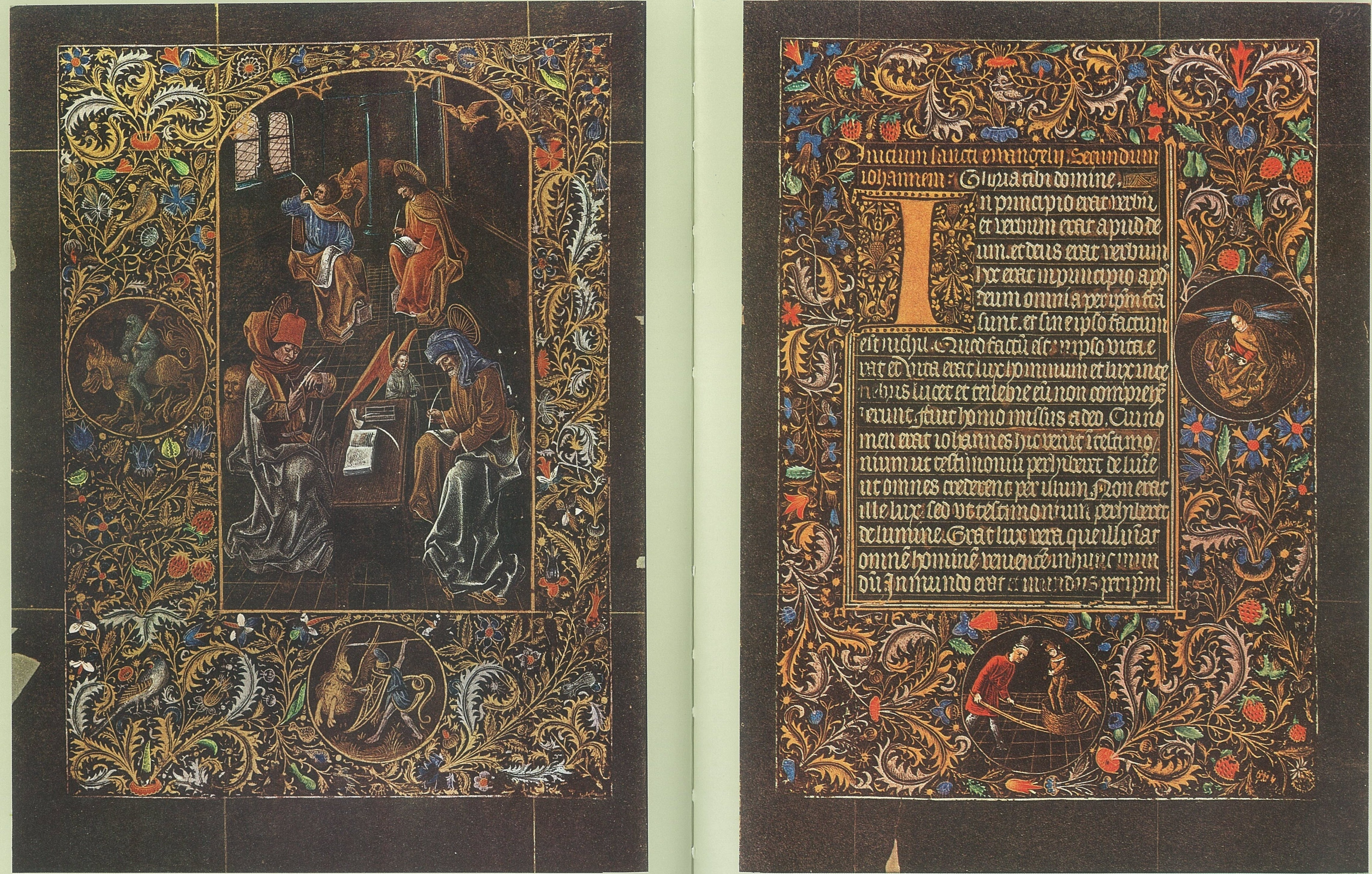
Miniaturen: Die vier Evangelisten, Johannes und Sprichwort in der Bordüre

Das schwarze Stundenbuch von Karl dem Kühnen, Herzog von Burgund, befindet sich in Wien. Es stellt auf dem Gebiet der Buchmalerei den höchsten Luxus dar und ist das schönste noch erhalten gebliebene Beispiel einer speziellen Kategorie von Stundenbüchern, die am Hofe von Burgund während der letzten Jahre des Herzogtums als mächtiger Pufferstaat zwischen Deutschland und Frankreich für kurze Zeit in Mode waren.

## Beschreibung
Liturgie von Rom, Flandern, Brügge, um 1466–1476. 25 × 18 cm, 154ff.
Kalendarium-Illustrationen, 14 große Miniaturen, figürliche und ornamentale Initialen, reichverzierte Bordüren mit Medaillons.
Österreichische Nationalbibliothek, Wien
Bei schwarzen oder Trauer-Stundenbüchern wurde der Text in goldenen und silbernen Buchstaben auf schwarz oder purpur eingefärbte Pergamentblätter geschrieben. Bei dem Wiener Exemplar hat die Farbsäure das Pergament derart angegriffen, dass die Blätter einzeln zwischen Glas aufbewahrt werden. Niemand wird dieses Buch wieder so in die Hand nehmen und benützen können, wie es einmal beabsichtigt war.
Die abgebildeten Seiten sind aus dem Evangeliumsauszug, der sich noch am Anfang befindet. Die Miniatur auf der linken Seite zeigt die vier Evangelisten zusammen in einem langgestreckten Raum sitzend, dessen Wände zwar in falscher Perspektive dargestellt sind, aber dennoch den Eindruck von Weiträumigkeit und Tiefe vermitteln. Sie sind beim Spitzen ihrer Federn oder beim Schreiben auf den Knien dargestellt, ihre Utensilien sind auf dem Tisch im Vordergrund ausgebreitet.
Auf der Textseite beginnen die ersten Worte des Johannesevangeliums, „In principio erat verbum.“ – „Im Anfang war das Wort“, mit einer großen, blumenförmigen Initiale. Seitlich ist Johannes auf der Insel Patmos dargestellt, unten ist die bildhafte Darstellung eines flämischen Sprichwortes.

## Ausführender Künstler
Nur die fähigsten Künstler konnten die durch die schwarze Farbe vorgegebenen Grenzen überwinden. Hierzu gehörte der anonyme, als der „Meister des Antonius von Burgund“ bekannte flämische Maler, der dieses überfeinerte Gebetbuch illustrierte.

## Geschichte

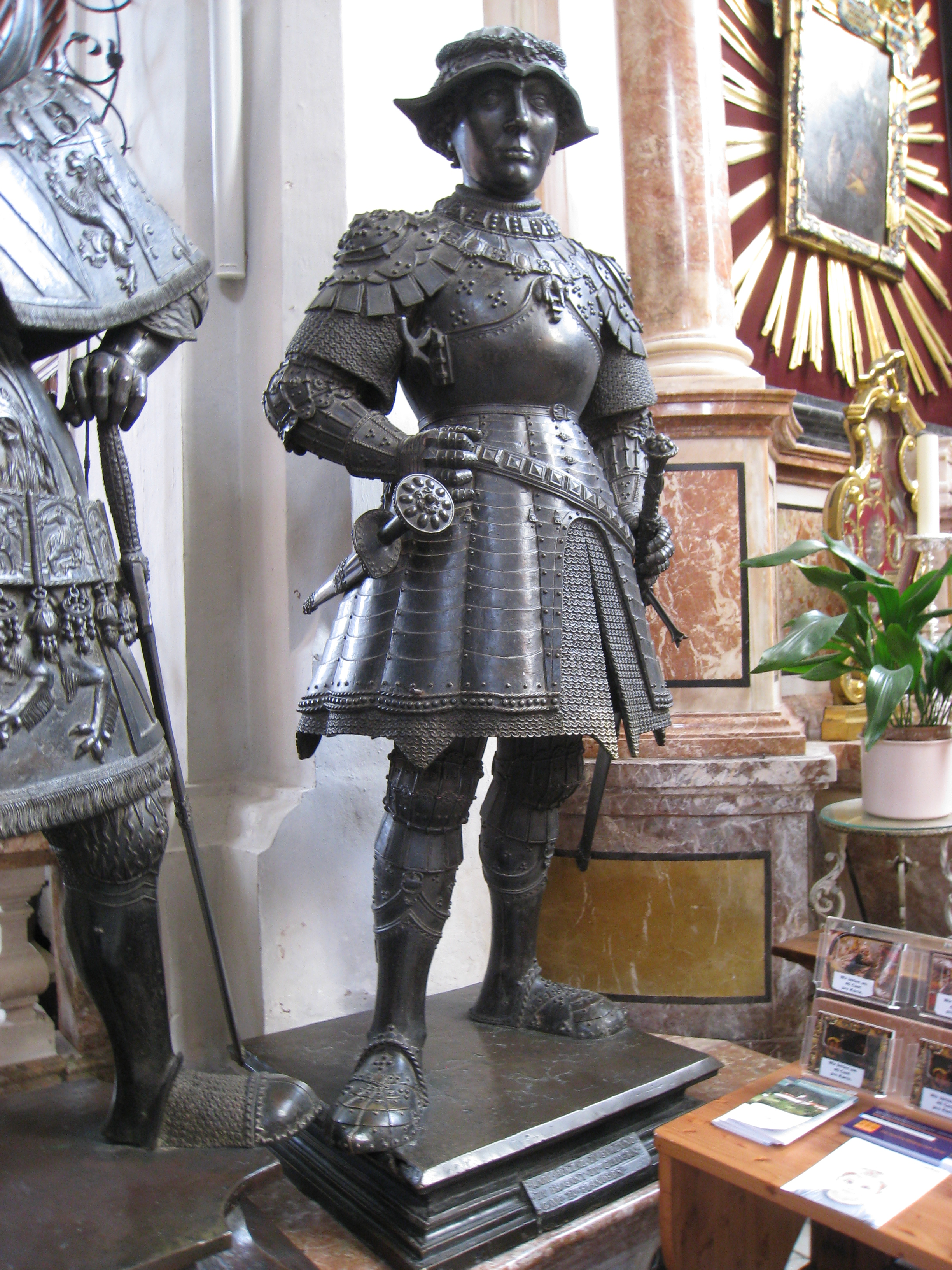
Bronzestatue in der Hofkirche zu Innsbruck

Karl der Kühne, Sohn Philipps des Guten, regierte als letzter Herzog von Burgund von 1467 bis 1477. Er ist mit einer beträchtlichen Anzahl von Stundenbüchern, vor allem von schwarzen, in Verbindung gebracht worden. Das schönste muss jenes gewesen sein, dass die Schweizer nach der Schlacht bei Grandson bei der berühmten Ausraubung Burgunds erbeuteten. Es war als in goldenen Buchstaben auf purpurfarbenem Pergament geschrieben und in karmesinroten, goldbestickten Samt gebunden geschildert worden. Doch es ist nicht unter der jetzt in Bern befindlichen Beute. 1477 wurde das Buch zum Kauf angeboten, fand aber keinen Käufer. 1480 schickten es die städtischen Behörden an Papst Sixtus IV., aber das Buch befindet sich nicht in der Vatikanischen Bibliothek, man muss annehmen, dass es verschwunden ist.
Die Zeiten überdauert haben zwei schwarze Stundenbücher, beide jetzt in Wien. Es sind dies das Stundenbuch der Maria von Burgund sowie das hier besprochene Schwarze Gebetbuch von Karl dem Kühnen (nach dem letzten Besitzer auch Sforza-Stundenbuch bezeichnet). Die Frage ist, wie dieses Buch in den frühen, aber kurzen Besitz von Galeazzo Maria Sforza, Herzog von Mailand (1466–1476) kam.
Wenn Karl dieses Buch Galeazzo Maria als Geschenk überreichte, so blieb es nicht lange in Mailand. 1494 heiratete Galeazzos Tochter Bianca Maria den Erzherzog Maximilian von Österreich, Herrscher der Niederlande, der seit dem Tod seiner ersten Frau Maria von Burgund im Jahre 1482 Witwer gewesen war. So kam das Buch wieder in den Norden zurück.